# Sergei Andrejewitsch Muromzew

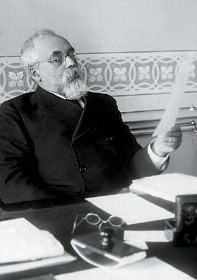
Sergei A. Muromzew (1905)

Sergei Andrejewitsch Muromzew (auch Sergej Muromzev; russisch Сергей Андреевич Муромцев; * 23. Septemberjul. / 5. Oktober 1850greg. in Sankt Petersburg; † 4. Oktoberjul. / 17. Oktober 1910greg. in Moskau) war ein russischer Rechtswissenschaftler, Hochschullehrer und Politiker der Konstitutionell-Demokratischen Partei Russlands (Kadetten). Er war Vorsitzender der ersten Staatsduma im Russischen Kaiserreich (1906).

## Leben
Er war ein russischer Aristokrat aus Tula und Sohn des Andrej Petrowitsch Muromzew (1818–1879) und der Anna Charkow (1822–1901). Im Jahr 1867 begann er das Studium der Rechtswissenschaften an der kaiserlichen Universität Moskau. Nach dem Abschluss ging er 1873 nach Deutschland, um seine Studien an der Universität Göttingen fortzusetzen. 1875 wurde er schließlich Dozent an der Moskauer Universität.
Im Jahr 1877 habilitierte sich Muromzew, wurde Russlands jüngster Rechtsprofessor und lehrte Römisches Recht an der kaiserlichen Universität Moskau. In den Jahren 1879 bis 1892 war er der Herausgeber der juristischen Fachzeitschrift „Yuridicheskii vestnik“. Von 1880 bis 1899 war er der Vorsitzende der Moskauer Rechtsgesellschaft. Im Jahr 1884 wurde er mit anderen Kollegen aus dem Hochschulamt an der Moskauer Universität wegen politischer Unzuverlässigkeit entlassen, da sie allzu liberale Ideen verbreitet hatten.
Daraufhin praktizierte Muromzew als Rechtsanwalt. 1897 wurde er als Abgeordneter in den Moskauer Stadtrat gewählt. Auch später war Muromzew in verschiedenen lokalen Gremien politisch aktiv. 1903 gehörte er zu den Gründern der Partei der Konstitutionellen Demokraten, deren Vorsitzender er 1905 für mehrere Jahre wurde.
Während der Demokratisierungsbewegung im russischen Reich des Zaren Nikolaus II. wurde er am 10. Mai 1906 zum Vorsitzenden der ersten Staatsduma im Russischen Kaiserreich gewählt, die bereits im April gegründet, allerdings schon am 21. Juli 1906 wieder aufgelöst wurde. Muromzew widersetzte sich dieser Auflösung und unterzeichnete das „Wyborger Manifest“, weshalb er 1907 für drei Monate ins Gefängnis kam. Anschließend durfte er sich nicht mehr politisch betätigen, wurde aber wieder zum Professor für Rechtswissenschaften an der Moskauer Universität berufen.
Muromzew gilt als Autor der ersten demokratischen Verfassung.
Er war befreundet mit dem Juristen und später ebenfalls politisch tätigen Wladimir Dmitrijewitsch Nabokow, Vater des späteren Schriftstellers Vladimir Nabokov. Dieser war ebenfalls Mitglied der Partei „Konstitutionelle Demokraten“. Noch kurz vor seinem Tod hielt sich Muromzew im Herbst 1910 gemeinsam mit der Familie Nabokov in Bad Kissingen auf. Nur wenige Tage später starb er. Er wurde (nach heutigem Gregorianischem Kalender) am 20. Oktober 1910 auf dem Donskoi-Friedhof in Moskau begraben. Heute ist Muromzew weitestgehend vergessen, sogar in Russland. Doch am Tag seiner Beerdigung kamen damals Hunderttausende an sein Grab. Sein Name stand für Verfassungs- und Freiheitskampf und für den Sieg des Rechts.
Seine Nichte Vera Muromzewa war mit dem russischen Schriftsteller Iwan Alexejewitsch Bunin (1870–1953) verheiratet.
Der Schriftsteller W. G. Sebald erwähnt den Aufenthalt Muromzews und der Nabokovs in Bad Kissingen in seinem Buch Die Ausgewanderten.

## Werke (Auswahl)
- Das Zivilrecht des Alten Rom. Lektionen. Moskau 1883
- Positivismus